# Pikado
Pikado je običajno igra dveh igralcev, ki izmenjaje mečeta do tri puščice v tarčo.
Običajno je tarča obešena tako, da je središče tarče 1,73 m nad tlemi. Igralci mečejo puščice izza črte, ki je običajno 2,37 m od tarče. Obstajajo tudi druge razdalje.
Igra se začne z določenim številom točk, običajno 501 ali 301. Zmaga tisti igralec, ki prej zmanjša svoj rezultat na ničlo. Z zadnjim metom mora igralec zadeti del s podvojenim štetjem točk ali pa središče tarče, s tem metom pa mora znižati rezultat točno na nič. Met, ki bi znižal rezultat na ena ali pod ničlo, ne šteje in priložnost dobi drug igralec. Ta zadnji del igre je zaradi težavnosti najbolj napet. Daljši dvoboji se pogosto delijo v več nizov, sestavljenih iz več iger.

## Točkovanje
Običajna tarča za pikado je razdeljena na dvajset oštevilčenih predelov, ki štejejo od ena do 20 točk. Ti deli so razdeljeni še na območja enojnega, dvojnega in trojnega štetja.
Pikado lahko igramo in točkujemo na različne načine z uporabo običajne tarče. Po uradnih pravilih pa točkujemo takole:
- Zadetek v večji del katerega koli oštevilčenega predela, ki je običajno obarvan črno in rumeno, šteje toliko kot je številčna vrednost tega predela.
- Zadetek v ožji zunanji del tega predela, obarvan rdeče in zeleno, podvoji vrednost točk tega predela (20 x 2 = 40).
- Zadetek v ožji notranji del tega predela, približno na polovici med zunanjo mejo tarče in sredino in je spet obarvana rdeče ali zeleno, potroji vrednost točk tega predela (20 x 3 = 60).
- Središčni krog je razdeljen v zelen zunanji krog, ki šteje 25 točk, in notranji rdeč krog, ki šteje 50 točk.
- Met mimo tarče ne prinese nobene točke.

Če puščica ne ostane v tarči (npr. zadane žico in se odbije od tarče), igralec ne dobi nobene točke. Obstajajo različice tega pravila. Tako nekateri upoštevajo zadetek, če je puščica očitno zadela tarčo in je potem odpadla, igralec pa jo je ujel, še preden je padla na tla. Po profesionalnih pravil se mora puščica držati tarče, da šteje.
Najvišji možni rezultat v igri s 3 puščicami je 180 točk, ki ga je mogoče doseči, če vse 3 puščice pristanejo na trojni 20.
Čeprav je igranje iz 501 točke navzdol standarni način igranja pikada, pa obstajajo tudi različice. Najbolj opazna je različica, pri kateri morajo igralci najprej zadeti del z del s podvojenim štetjem točk, šele potem štejejo tudi drugi zadetki. Druge igre, ki se pogosto igrajo, se ločijo po različnih načinih točkovanja. Tak primer je »Okoli ure«, pri kateri igralec zmaga, ko zadane vse oštevilčene predele.Velikokrat se točke tudi seštevajo...Torej,da se tisto kar zadaneš sešteva in na koncu zmaga tisti,ki pride do 501 ali 301(to je odločitev igralcev).